# وحدات القياس في حضارة بلاد الرافدين القديمة
نشأت وحدات القياس في بلادُ الرافدين القديمة خلال عصر فجر السُلالات السومري. كان لكل مدينة ومملكة وحرفي معاييرها الخاصة حتى قيام الإمبراطورية الأكدية عندما أصدر «سرجون الأكدي» معيارًا موحدًا. تم تحسين هذا المعيار بواسطة حفيده «نارام سين»، الا أن هذا النظام أصبح غير مُستخدم بعد تفكك الإمبراطورية الأكدية. تم اعتماد معيار «نارام سين» في فترة سلالة أور الثالثة مما قلل من العدد الكبير للمعايير المُستخدمة وحصرها في مجموعة مُتفق عليها. واصل خُلفاء الحضارة السومرية بما في ذلك البابليون والآشوريون والفرس استخدام هذه المجموعة. أعيد بناء المترولوجيا الأكدية السومرية من خلال تطبيق الأساليب الإحصائية لمُقارنة العمارة السومرية، والخطط المعمارية، وإصدار المعايير الرسمية.

## النظام القديم
تم تطوير الأنظمة التي أصبحت فيما بعد المعايير الكلاسيكية لبلادُ الرافدين بالتوازي مع الكتابة خلال فترة أوروك في سومر (حوالي 4000 ق.م). تُشير الدراسات المسمارية الأولية إلى وجود اثني عشر نظامًا منفصلاً للعد في أوروك.
- يستخدم نظام Sexagesimal S لإحصاء عدد العبيد والحيوانات والأسماك والأشياء الخشبية والأشياء الحجرية.
- يستخدم نظام Sexagesimal System S' لإحصاء الحيوانات النافقة، وأنواع معينة من البيرة
- يستخدم نظام Bi-Sexagesimal System B لحساب الحبوب والخبز والأسماك ومنتجات الألبان
- يستخدم نظام Bi-Sexagesimal System B* لحساب الحصص
- يستخدم نظام GAN2 G لحساب القياس الميداني
- يستخدم نظام Š E لحساب الشعير من حيث الحجم
- يستخدم نظام E Š لحساب الشعير من حيث الحجم
- يستخدم نظام E Š" لحساب القمح من حيث الحجم
- يستخدم نظام ŠE Š* لحساب جريش الشعير
- يستخدم نظام EN E لحساب الوزن
- يستخدم نظام U4 U لحساب التقويمات
- يستخدم نظام DUGb Db لحساب الحليب من حيث الحجم
- يستخدم نظام DUGc Db لحساب البيرة من حيث الحجم

في أوائل عصر فجر السُلالات السومري (2900-2300 ق.م)، كان من الصعب التمييز بين علم القياس والرياضيات وتم التعامل معه على أنهما تخصص كتابي واحد. لم تكن فكرة العدد المجرد موجودة بعد، وبالتالي تمت كتابة جميع الكميات كرموز مترولوجية وليس كأرقام متبوعة برمز وحدة. على سبيل المثال، كان هناك رمز لشاة واحدة وأخرى ليوم واحد ولكن لا يوجد رمز لواحد. يوجد حوالي 600 من هذه الرموز المترولوجية، ولهذا السبب فإن المقاييس السومرية القديمة مُعقدة وغير مفهومة تمامًا. بشكل عام، الطول والحجم والكتلة مٌشتق من المكعب القياسي النظري، المسمى المكعب الملكي 'gur'، المملوء بالشعير أو القمح أو الماء أو الزيت. ومع ذلك، نظرًا للثقل النوعي المُختلف لهذه المواد جنبًا إلى جنب مع قواعد عددية مزدوجة (ستيني أو عشري)، تم استخدام أحجام مُتعددة من المكعب "gur" دون إجماع. ترتبط مكعبات الجور المختلفة بالتناسب، بناءً على مكعب الماء، وفقًا لأربعة معاملات أساسية وجذورها التكعيبية. هذه المعاملات تعطى على النحو التالي:
- Komma = 80⁄81 عند التخطيط لحصص غذائية مدتها 360 يومًا في السنة
- Leimma = 24⁄25 التحويل من النظام العشري إلى النظام الستيني
- Diesis = 15⁄16
- Euboic = 5⁄6

كان أحد المعايير الحكومية الرسمية لقياس النظام القديم هي ذراع نيبور (2650 ق.م)، قيمته Euboic Mana + 1 Diesis (يساوي 432 غرام) هذا المعيار هو المرجع الرئيسي الذي أستخدمه عُلماء الآثار لإعادة بناء النظام.

## النظام الكلاسيكي
حدث تحسن كبير في عام 2150 ق.م خلال الإمبراطورية الأكادية في عهد الملك «نارام سين» عندما تم توحيد المعايير المُتنافسة بمعيار رسمي واحد، وهو المُكعب المَلكي. يعتبر إصلاحه أول نظام قياس موحد في بلاد الرافدين. كان المكعب الملكي (بالمسمارية: LU2.GAL.GUR ، 𒈚𒄥 ؛ بالأكدي: šarru kurru) عبارة عن مُكعب نظري من الماء حوالي 6م × 6م × 0.5م يُمكن اشتقاق جميع الوحدات الأخرى منه. استمر السومريون الجدد في استخدام المكعب الملكي كما يتضح من رسالة ملكية صادرة في عام 2000 ق.م من قبل الملك كوديا. استمر استخدام نفس المعيار خلال الإمبراطوريات البابلية والآشورية والفارسية.

### الطول
وحدات الطول مسبوقة بالرسم البياني DU (𒁺) وهو اصطلاح لنظام عد الفترة القديمة الذي نشأ منه. تم استخدام وحدات الطول في الهندسة المعمارية والميدان.
| حبة  | 1⁄180 | še       | uţţatu  | 𒊺   |
| أصبع | 1⁄30  | šu-si    | ubānu   | 𒋗𒋛  |
| قدم  | 2⁄3   | šu-du3-a | šīzu    | 𒋗𒆕𒀀 |
| ذراع | 1     | kuš3     | ammatu  | 𒌑   |
| خطوة | 2     | ĝiri3    | šēpu    | 𒈨𒊑  |
| قصب  | 6     | gi       | qanû    | 𒄀   |
| عصا  | 12    | nindan   | nindanu | 𒃻   |
| حبل  | 120   | eše2     | aslu    | 𒂠   |

### المسافة
كانت وحدات المسافة جيوديكتية حيث تميزت عن وحدات الطول الأساسية غير الجيوديكتية. قسم علم تقسيم الأرض السومرية خط العرض إلى سبع مناطق بين خط الاستواء والقطب.
| عصا  | 1⁄60 | nidan | nindanu | 𒃻  |
| حبل  | 1⁄6  | eše2  | aslu    | 𒂠  |
| سلك  | 1    | uš    | uš      | 𒍑  |
| عصبة | 30   | da-na | bêru    | 𒁕𒈾 |

### المساحة
تطور نظام عد GAN2 G إلى نظام لقياس المساحة. وحدة خاصة تقيس كمية الطوب حسب المساحة كانت تسمى «حَديقةُ القِرميد» (بالمسمارية: SIG.SAR 𒊬𒋞 ؛ بالسومرية: šeg12-sar ؛ بالأكادية: libittu-mšaru) والتي كانت تحتوي على 720 طوبة.
| المساحة | المساحة | المساحة             | المساحة   | المساحة  | المساحة    | المساحة |
| الوحدة  | النسبة  | الأبعاد             | بالسومرية | بالإكدية | بالمسمارية |         |
| ------- | ------- | ------------------- | --------- | -------- | ---------- | ------- |
| شيكل    | 1⁄144   | 1 kuš3 × 1 kuš3     | gin2      | šiqlu    | 𒂆          |         |
| حديقة   | 1       | 12 kuš3 × 12 kuš3   | sar       | mūšaru   | 𒊬          |         |
| ربع حقل | 25      | 60 kuš3 × 60 kuš3   | uzalak    | ?        | 𒀺          |         |
| نصف حقل | 50      | 120 kuš3 × 60 kuš3  | upu       | ubû      | 𒀹𒃷         |         |
| حقل     | 100     | 120 kuš3 × 120 kuš3 | iku       | ikû      | 𒃷          |         |
| ملكية   | 1800    |                     | bur       | būru     | 𒁓          |         |

### السعة أو الحجم
تم قياس السعة إما عن طريق نظام E Š للسعة الجافة أو نظام E Š* للسعة الرطبة.
| شيكل      | 1⁄60 | gin2      | šiqlu    | 𒂆   |
| صَحن       | 1    | sila3     | qû       | 𒋡   |
| وعاء      | 10   | ban2      | sutū     | 𒑏   |
| بوشل      | 60   | ba-ri2-ga | parsiktu | 𒁀𒌷𒂵 |
| كَـور مكعب | 300  | gur       | kurru    | 𒄥   |

### الكتلة أو الوزن
تم قياس الكتلة بواسطة نظام EN E
القيم الواردة أدناه هي مُتوسط تُحف الوزن من أور ونيبور. تمثل القيمة ± انحرافًا معياريًا واحدًا. تم تقريب جميع القيم إلى الرقم الثاني من الانحراف المعياري.
| الكتلة أو الوزن | الكتلة أو الوزن | الكتلة أو الوزن | الكتلة أو الوزن | الكتلة أو الوزن | الكتلة أو الوزن | الكتلة أو الوزن |
| الوحدة          | النسبة          | القيمة          | بالسومرية       | بالإكدية        | بالمسمارية      |                 |
| --------------- | --------------- | --------------- | --------------- | --------------- | --------------- | --------------- |
| حبة             | 1⁄180           | 46.6±1.9 mg     | še              | uţţatu          | 𒊺               |                 |
| شيكل            | 1               | 8.40±0.34 g     | gin2            | šiqlu           | 𒂆               |                 |
| مينا            | 60              | 504±20 g        | ma-na           | manû            | 𒈠𒈾              |                 |
| طالن            | 3,600           | 30.2±1.2 kg     | gun2            | biltu or kakaru | 𒄘               |                 |

## الزمن
في النظام القديم، تم تدوين الوقت في نظام U4 U. توجد تقاويم تقاويم شمسي قمري مُتعددة ومع ذلك، تم اعتماد التقويم المدني الخاص لمدينة نيبور المُقدسة (سلالة أور الثالثة) من قبل بَابِل كتقويم مدني. يعود تاريخ تقويم نيبور إلى 3500 ق.م وكان هو نفسه يعتمد على معرفة فلكية أقدم من ذات اصل غير مؤكد. كانت الدورات الفلكية الرئيسية المُستخدمة في بناء التقويم هي الشهر المجمعي وسنة الاعتدال واليوم الفلكي.
| كَـيش | 1⁄360 | mu-eš | geš   | 𒈬𒍑 |
| ساعة | 1⁄12  | da-na | bêru  | 𒂆  |
| يوم  | 1     | ud    | immu  | 𒌓  |
| شهر  | 30    | itud  | arhu  | 𒌗  |
| سنة  | 360   | mu    | šattu | 𒈬  |

## العلاقة مع المترولوجيات الأخرى
شكل نظام بلاد الرفدين الكلاسيكي الأساس لعلم القياس العيلامي والعبري والأورارتي والحوري والحثي والأوغاريتي والفينيقي والبابلي والآشوري والفارسي والعربي والإسلامي. كما أن نظام بلاد الرافدين الكلاسيكي له علاقة تناسبية، بحكم التجارة الموحدة، مع حضارات العصر البرونزي (حضارة وادي السند والحضارة المصرية).